# Miguel Reina
Miguel Reina Santos (Córdoba, 21 gennaio 1946) è un ex calciatore spagnolo, di ruolo portiere.

## Biografia
È il padre di Pepe Reina, anche lui portiere.

## Carriera

### Club
Reina cominciò la sua carriera nel 1962, al Córdoba, squadra della sua città. Nella stagione 1961-1962 il Córdoba si laureò campione di Segunda División A, venendo promosso in Primera División. Debuttò così in Primera l'11 ottobre 1962, in una gara contro l'Elche vinta dal Córdoba 2-0. Reina giocò nella squadra andalusa fino al 1966, anno in cui si trasferì al Barcellona: sarebbe rimasto in terra catalana fino al 1973. La prima stagione (1966-1967) lo vide scendere in campo solo due volte. Benché il ruolo di primo portiere fosse prima di José Manuel Pesudo e in seguito di Salvador Sadurní, nella stagione 1968-1969 Reina riuscì a diventare titolare. Durante la militanza nelle file del Barça vinse due volte la Copa del Generalísimo (1968 e 1971).
Dal 1973 al 1980 Reina giocò nell'Atlético Madrid. Alla prima stagione con i Colchoneros fu vicecampione della Liga. In seguito i madrileñi conquistarono la Coppa Intercontinentale (1974), la Coppa del Re (1976) e il campionato spagnolo (1977). Nel 1980 Reina si ritirò dall'attività.
Nella sua carriera Reina ha vinto due volte il Trofeo Zamora come portiere meno battuto della Primera División: è accaduto nella stagione 1972-1973 con il Barcellona e nella stagione 1976-1977 con l'Atlético Madrid. In totale ha giocato 312 incontri nella Primera División.

### Nazionale
Reina ha disputato 5 partite per la Spagna, andando a far parte della selezione spagnola ai Mondiali 1966 in Inghilterra. Debuttò in Nazionale tre anni dopo, il 15 ottobre 1969, in una gara contro la Finlandia, vinta dagli iberici 6-0. Successivamente scese in campo anche due volte nel 1971 contro Cipro il 9 maggio e contro l'Unione Sovietica il 23 ottobre, e due volte nel 1973 contro la Grecia il 21 febbraio e, da ultimo, contro i Paesi Bassi il 2 maggio.

## Palmarès

### Club

#### Competizioni nazionali
- Coppa di Spagna: 3

Barcellona: 1967-1968, 1970-1971
Atlético Madrid: 1975-1976
- Campionato spagnolo: 1

Atlético Madrid: 1976-1977

#### Competizioni internazionali
- Coppa delle Fiere: 1

Barcellona: 1965-66
- Coppa Intercontinentale: 1

Atlético Madrid: 1974

### Individuale
- Trofeo Zamora: 2

1972-1973 (21 gol subiti), 1976-1977 (29 gol subiti)